# Pony

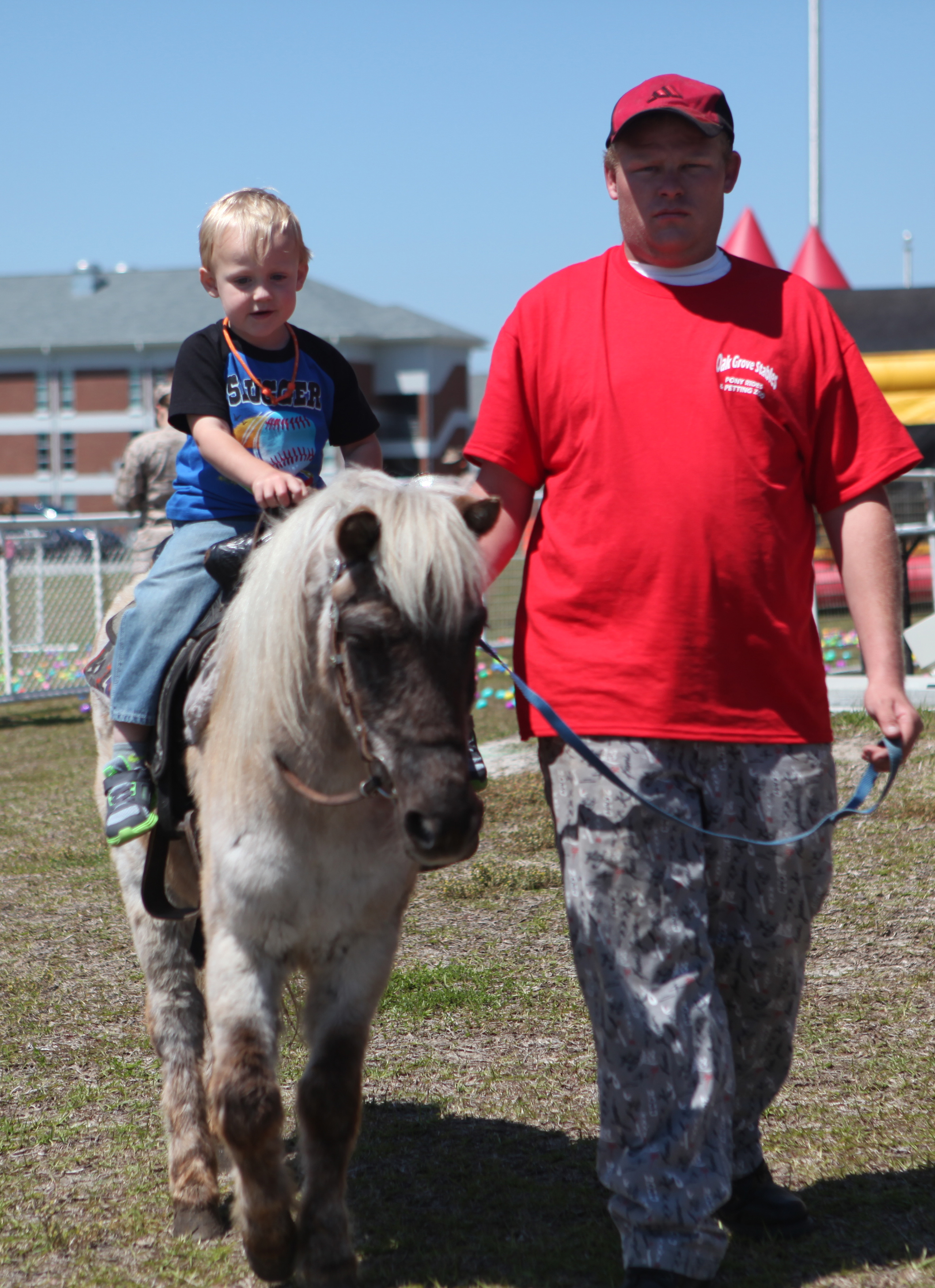
Bambino su pony

Con il termine pony si intende un cavallo di taglia ridotta, in genere con altezza non superiore a 148 cm al garrese (con i ferri).

## Cavalli e pony

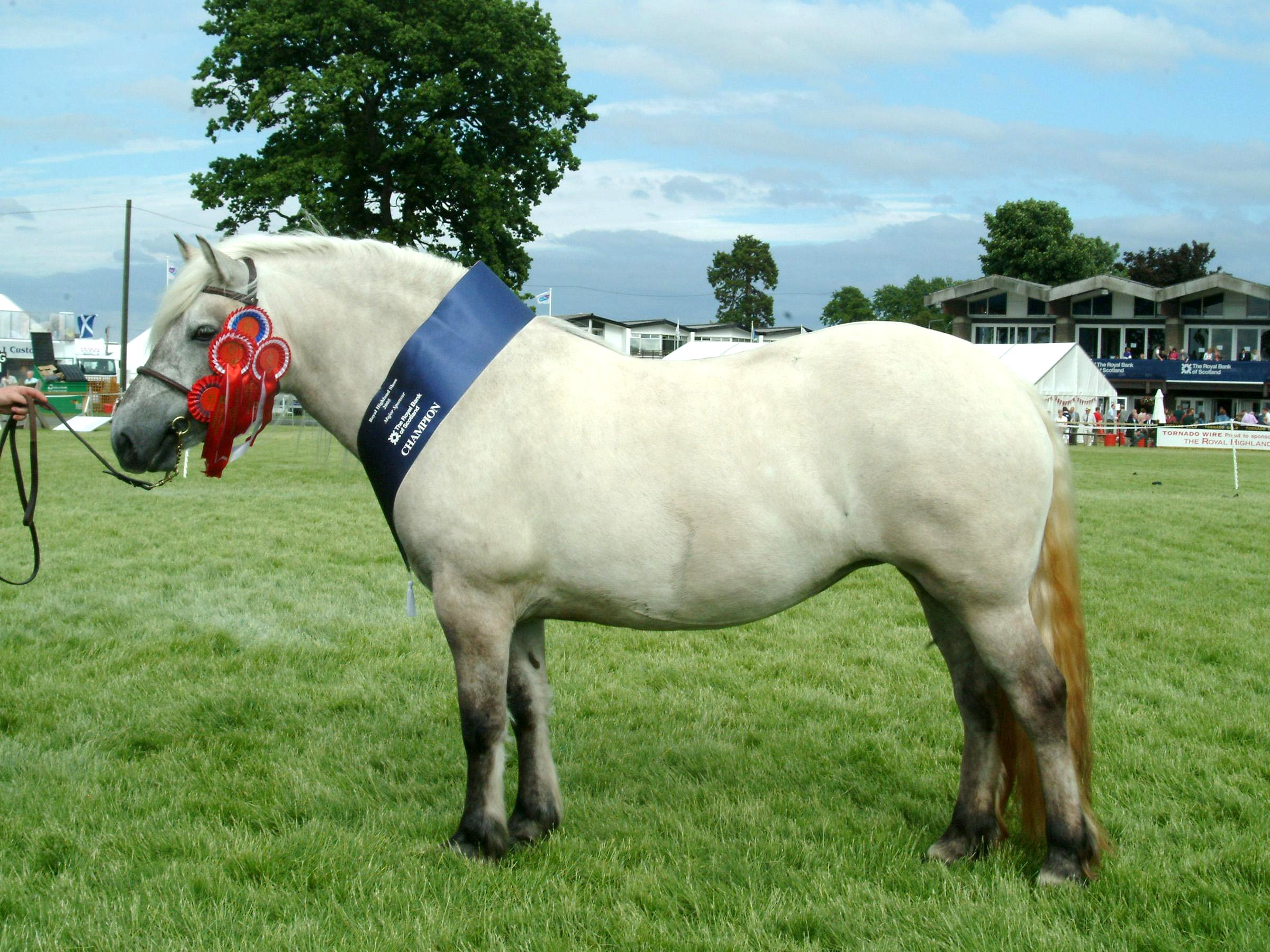
Highland pony

La Fédération équestre internationale ha stabilito che un cavallo può essere ufficialmente detto pony solo se presenta un'altezza al garrese non superiore a 148 cm. In ogni caso il termine «pony» viene spesso utilizzato per qualsiasi cavallo dalle dimensioni ridotte, senza badare con esattezza alla sua taglia o alla razza; per di più, alcune razze di cavallo possiedono individui adulti sotto i parametri di altezza per un pony ma che sono tuttavia considerati «cavalli» e hanno la possibilità di partecipare a competizioni ufficiali in qualità di cavalli. In Australia cavalli che misurano fra i 140 ed i 150 cm sono conosciuti come galloway.
Coloro che hanno scarsa familiarità con i cavalli potrebbero confondere un pony adulto con un cavallo ancora giovane; sebbene un puledro che stia raggiungendo le dimensioni di un cavallo adulto possa essere alto più o meno come un pony durante il suo primo mese di vita, puledri e pony sono decisamente diversi. Un pony può essere cavalcato ed essere impiegato come animale da lavoro, mentre un puledro è generalmente troppo giovane per tali scopi. È possibile distinguere un puledro da un pony a causa del fatto che le zampe dei puledri sono più lunghe di quelle di un pony e anche l'intera figura del puledro è più slanciata ed elastica.

## Usi

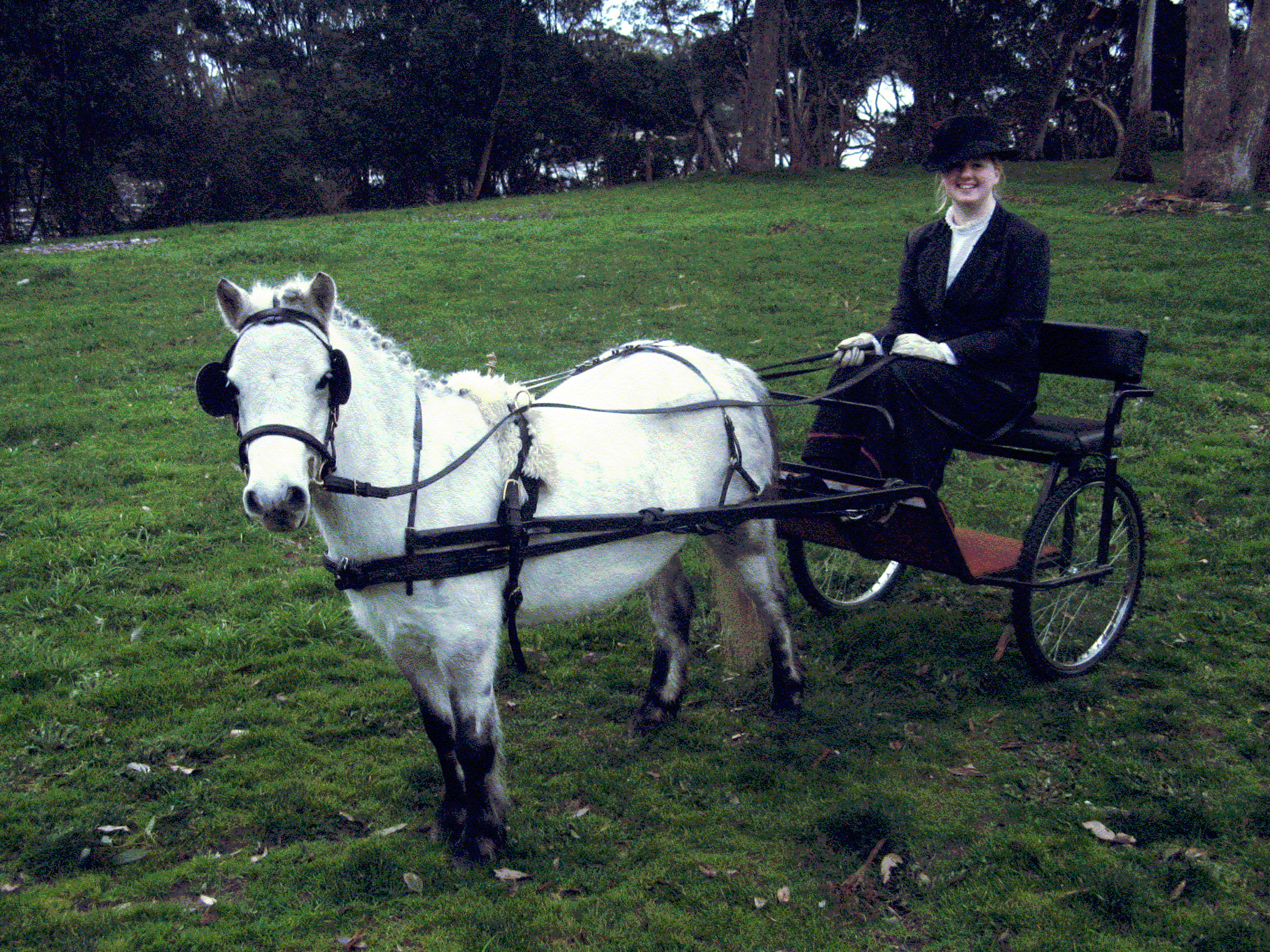
Un pony Shetland che traina una vettura monoposto

I pony sono utilizzati per numerose attività equestri. Alcune razze, come l'Hackeny, sono usate principalmente per trainare carrozze, mentre altre razze, come il Connemara o il Pony Australiano, sono impiegate per cavalcare; altre ancora, come la razza Welsh, sono utilizzate per entrambe le attività. 
Oltre alle normali partecipazioni ad alcuni giochi d'equitazione offerti al pubblico, conosciuti in Italia con il nome di Pony Games, in molte parti del mondo i pony sono ancora utilizzati come animali da soma o come animali da traino. Viceversa, non è raro vedere dei pony durante delle esibizioni circensi, oppure durante delle feste in cui sono utilizzati per divertire i bambini e solo talvolta per condurre delle brevi cavalcate; l'utilizzo dei pony da parte di cavalieri in età infantile è particolarmente sviluppato nei campi estivi in Irlanda e Regno Unito.

## Razze e tipi

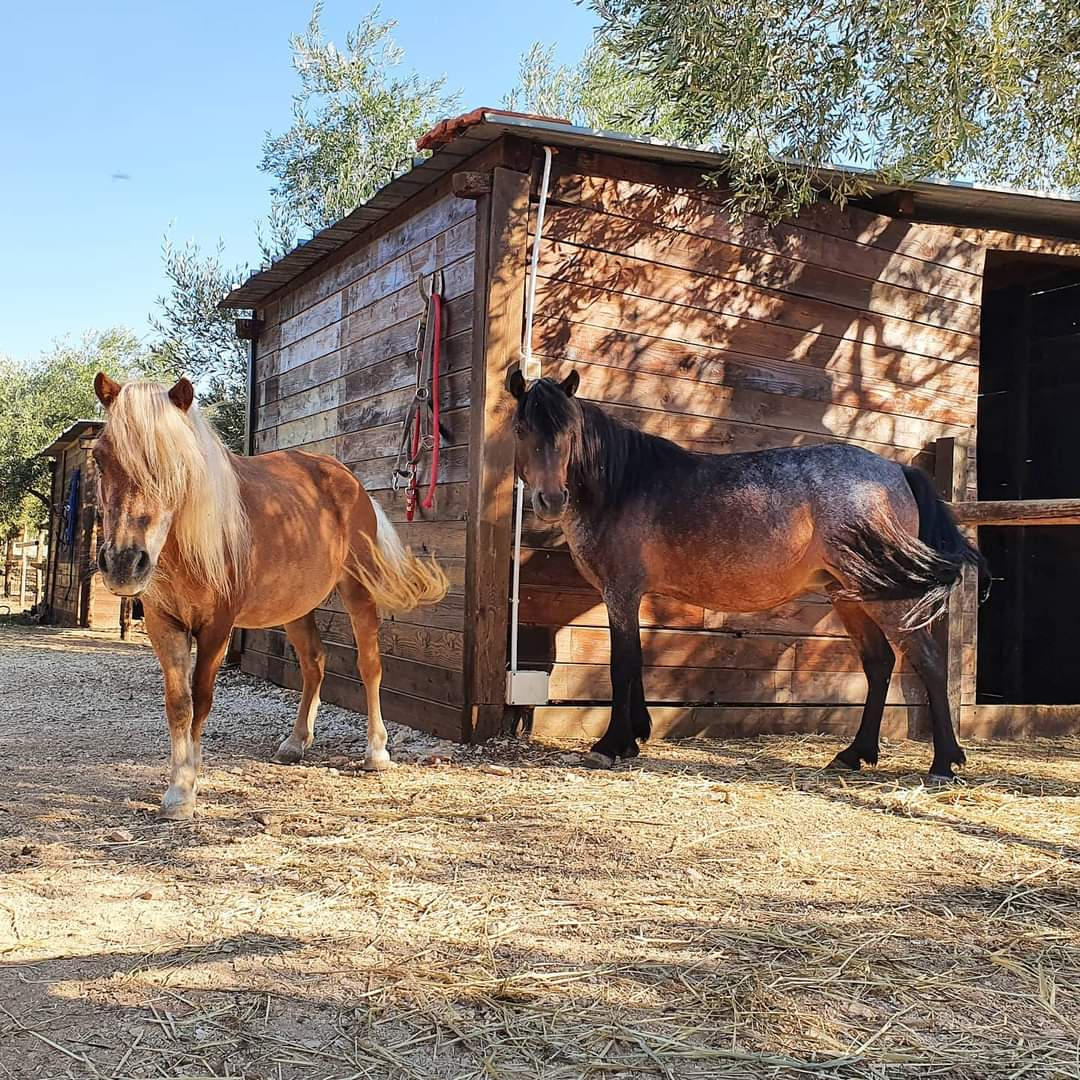
Pony

Diverse razze di pony si sono sviluppate in tutto il mondo, specialmente nelle zone più fredde ed inospitali, dove animali forti e robusti sono indispensabili. Secondo alcune teorie, essi possono essersi evoluti dalla sottospecie dell'Equus ferus; più o meno tutti i tipi di pony condividono l'abilità di crescere bene anche con una dieta piuttosto limitata rispetto ad un cavallo comune e sono certamente forti e resistenti a dispetto delle loro dimensioni. Alcune razze, come il Davide, possono sopportare senza difficoltà carichi equivalenti a quelli di cavalli di razze specializzate nella soma; allo stesso modo, razze di pony come la Connemara possono essere cavalcate tranquillamente da uomini adulti, oltre che da bambini.
I diversi tipi di pony sono ufficialmente suddivisi a seconda delle dimensioni dell'animale, cioè a seconda che si tratti di pony di piccola, media o grossa taglia (rispettivamente inferiori a circa 130, 140 e 148 cm).

## Razze non propriamente pony

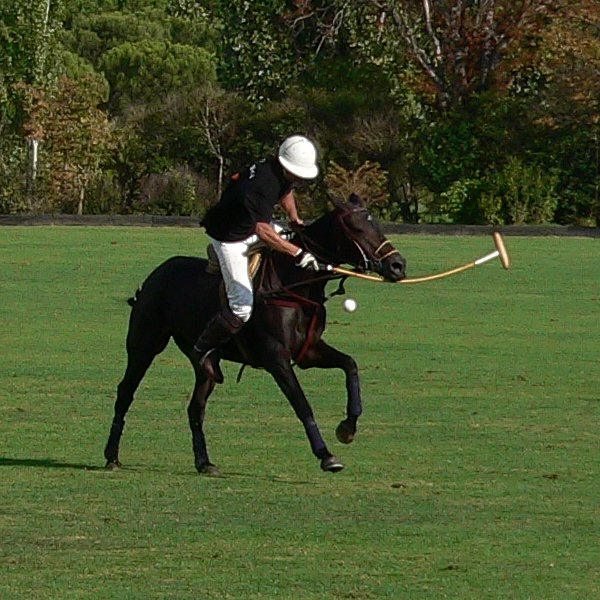
Un pony da polo

Alcune razze di cavalli non sono considerate pony, anche quando alcuni individui di queste presentano dimensioni vicine a quelle di un pony di grossa taglia; fra queste, sono contemplati l'American Quarter, il Morgan ed il cavallo Arabo. Si pensa che ciò sia dovuto alla costituzione fisica di certi rari esemplari, alle diverse tradizioni di alcuni paesi in cui queste razze si sono sviluppate, complessivamente alla fisiologia di taluni cavalli. 
Cavalli di altre razze, come l'islandese o il Fjord, si sviluppano con le dimensioni di un pony o ne dimostrano alcune delle caratteristiche tipiche, come le ossa pesanti ed il vello folto, ma sono comunque considerati generalmente cavalli e non pony dai rispettivi registri. Casi come questi suscitano spesso dibattiti circa la classificazione più esatta per distinguere correttamente i pony dai cavalli comuni. Comunque, simili questioni sono risolti di solito grazie all'uso dei registri di razza, i quali definiscono le relative caratteristiche di cavalli e pony di ciascuna specie. In alcune di queste, come la Welsh pony, la controversia fra pony e cavalli è stata risolta istituendo divisioni separate per cavalli di dimensioni considerevolmente particolari.
Alcuni cavalli possono raggiungere le dimensioni di un pony a causa più dell'ambiente che della genetica. Per esempio il pony Chincoteague, un particolare tipo di cavallo selvatico d'origini domestiche, talvolta sviluppa l'altezza media di un piccolo cavallo quando cresce da puledro in condizioni domestiche. In Gran Bretagna e Stati Uniti i cavalli usati nel polo sono talora chiamati polo ponies, ovvero «pony da polo», pur essendo di dimensioni maggiori rispetto ai pony di stazza grande.
Fra i nativi americani è inoltre comune l'appellativo «pony» (paw-nee) per riferirsi ai propri cavalli, sebbene la maggior parte dei cavalli Mustang che venivano usati dalle tribù amerindiane nel XIX secolo (e che ancora oggi sopravvivono allo stato brado in alcune zone degli Stati Uniti) fossero di dimensioni superiori rispetto a quelle di riferimento per il pony. 
L'Avelignese è considerato un «pony» ma in realtà è un cavallo di piccole dimensioni; del resto gli allevatori stanno elevando la statura della razza e oggi diversi stalloni superano i 150 cm.